# Lacelle
Lacelle (La Cela en occitan) est une commune française située dans le département de la Corrèze en région Nouvelle-Aquitaine.

## Géographie

### Localisation
Commune du Massif central située sur le plateau de Millevaches dans le parc naturel régional de Millevaches en Limousin. Elle est limitrophe du département de la Haute-Vienne.

### Communes limitrophes
|                   | Rempnat (Haute-Vienne)    | Tarnac |
| L'Église-aux-Bois | Lacelle                   | Viam   |
| Chamberet         | Saint-Hilaire-les-Courbes |        |

### Climat
Pour des articles plus généraux, voir Climat de la Nouvelle-Aquitaine et Climat de la Corrèze.
Historiquement, la commune est exposée à un climat montagnard.  
En 2020, Météo-France publie une typologie des climats de la France métropolitaine dans laquelle la commune est exposée à un climat de montagne et est dans la région climatique  Ouest et nord-ouest du Massif Central, caractérisée par une pluviométrie annuelle de 900 à 1 500 mm, maximale en automne et en hiver.
Pour la période 1971-2000, la température annuelle moyenne est de 9,4 °C, avec une amplitude thermique annuelle de 14,4 °C. Le cumul annuel moyen de précipitations est de 1 425 mm, avec 14,3 jours de précipitations en janvier et 8,8 jours en juillet. Pour la période 1991-2020, la température moyenne annuelle observée sur la station météorologique la plus proche, située sur la commune de Peyrelevade à 19 km à vol d'oiseau, est de 9,2 °C et le cumul annuel moyen de précipitations est de 1 338,6 mm,. Pour l'avenir, les paramètres climatiques de la commune estimés pour 2050 selon différents scénarios d’émission de gaz à effet de serre sont consultables sur un site dédié publié par Météo-France en novembre 2022.

## Urbanisme

### Typologie
Au 1er janvier 2024, Lacelle est catégorisée commune rurale à habitat dispersé, selon la nouvelle grille communale de densité à 7 niveaux définie par l'Insee en 2022.
Elle est située hors unité urbaine et hors attraction des villes,.

### Occupation des sols
L'occupation des sols de la commune, telle qu'elle ressort de la base de données européenne d’occupation biophysique des sols Corine Land Cover (CLC), est marquée par l'importance des forêts et milieux semi-naturels (67,1 % en 2018), une proportion sensiblement équivalente à celle de 1990 (66,7 %). La répartition détaillée en 2018 est la suivante : 
forêts (60,6 %), prairies (24,4 %), milieux à végétation arbustive et/ou herbacée (6,4 %), zones agricoles hétérogènes (4,9 %), terres arables (2,4 %), zones urbanisées (1,2 %).
L'évolution de l’occupation des sols de la commune et de ses infrastructures peut être observée sur les différentes représentations cartographiques du territoire : la carte de Cassini (XVIIIe siècle), la carte d'état-major (1820-1866) et les cartes ou photos aériennes de l'IGN pour la période actuelle (1950 à aujourd'hui).

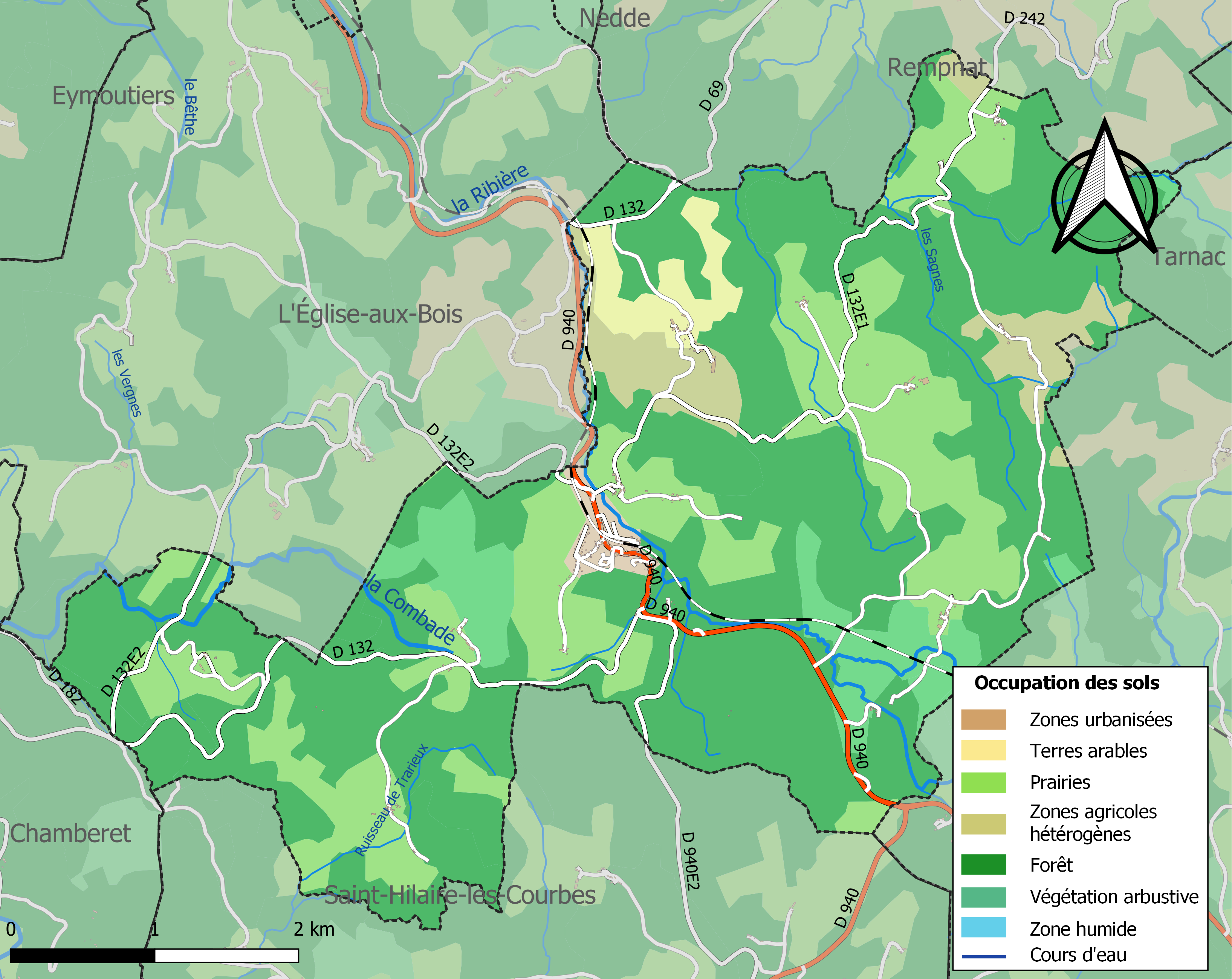
Carte des infrastructures et de l'occupation des sols de la commune en 2018 (CLC).

### Risques majeurs
Le territoire de la commune de Lacelle est vulnérable à différents aléas naturels : météorologiques (tempête, orage, neige, grand froid, canicule ou sécheresse), feux de forêts et séisme (sismicité très faible). Il est également exposé à un risque particulier : le risque de radon. Un site publié par le BRGM permet d'évaluer simplement et rapidement les risques d'un bien localisé soit par son adresse soit par le numéro de sa parcelle.

#### Risques naturels

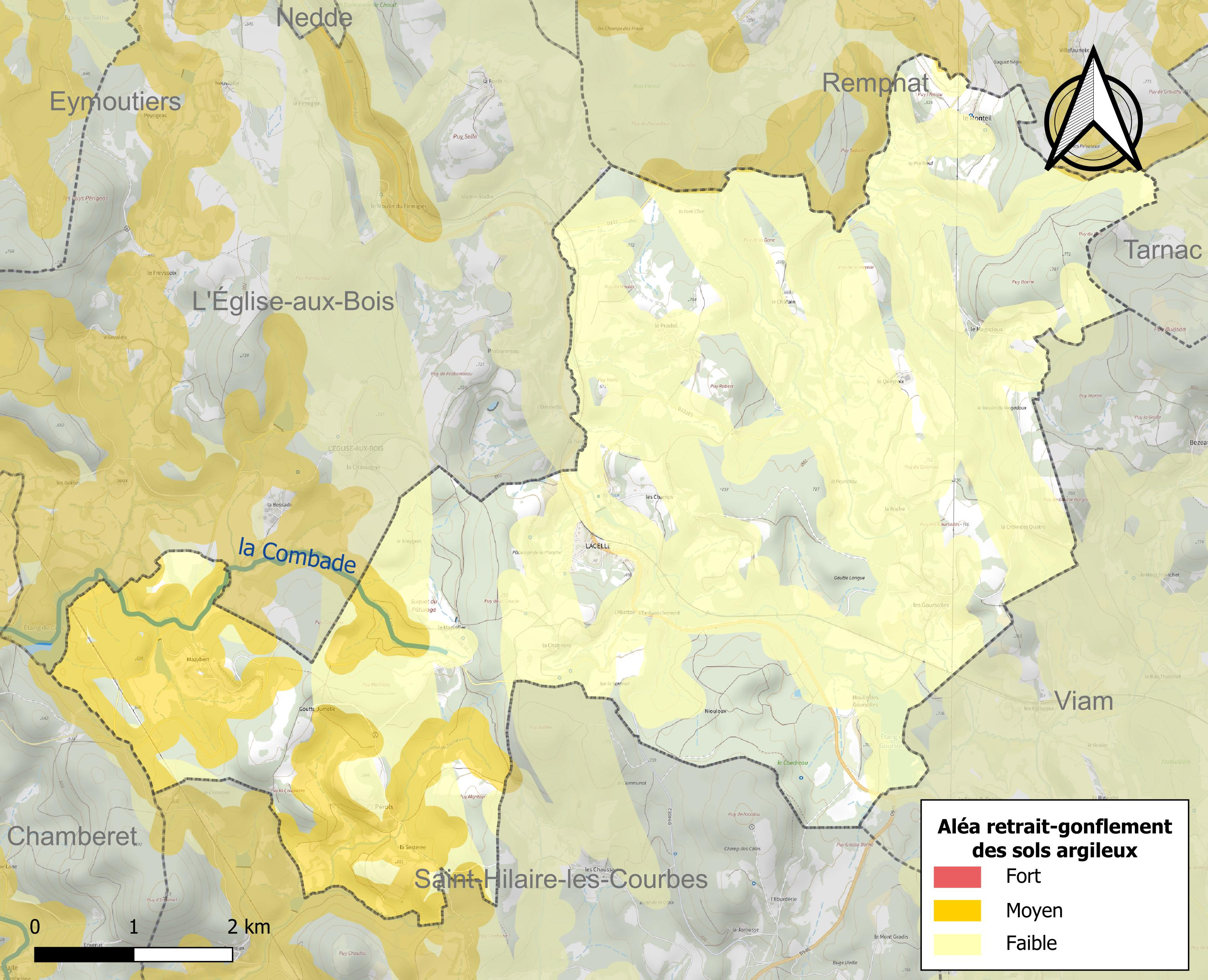
Carte des zones d'aléa retrait-gonflement des sols argileux de Lacelle.

Le retrait-gonflement des sols argileux est susceptible d'engendrer des dommages importants aux bâtiments en cas d’alternance de périodes de sécheresse et de pluie. 15,2 % de la superficie communale est en aléa moyen ou fort (26,8 % au niveau départemental et 48,5 % au niveau national). Sur les 141 bâtiments dénombrés sur la commune en 2019, onze sont en aléa moyen ou fort, soit 8 %, à comparer aux 36 % au niveau départemental et 54 % au niveau national. Une cartographie de l'exposition du territoire national au retrait gonflement des sols argileux est disponible sur le site du BRGM,.
Concernant les feux de forêt, aucun plan de prévention des risques incendie de forêt (PPRIF) n’a été établi en Corrèze, néanmoins le code de l’urbanisme impose la prise en compte des risques dans les documents d’urbanisme. Le périmètre des servitudes d'utilité publique et des zones d'obligation légale de débroussaillement pour les particuliers est quant à lui défini pour la commune dans une carte dédiée. 

#### Risque particulier
Dans plusieurs parties du territoire national, le radon, accumulé dans certains logements ou autres locaux, peut constituer une source significative d’exposition de la population aux rayonnements ionisants. Certaines communes du département sont concernées par le risque radon à un niveau plus ou moins élevé. Selon la classification de 2018, la commune de Lacelle est classée en zone 3, à savoir zone à potentiel radon significatif. 

## Politique et administration
| Période   | Période   | Identité                | Étiquette | Qualité                                              |
| --------- | --------- | ----------------------- | --------- | ---------------------------------------------------- |
|           |           | Sulpice Lachaud         |           | Conseiller général du canton de Treignac (1833-1842) |
|           |           |                         |           |                                                      |
| mars 2001 | mars 2008 | Christian Clee          |           |                                                      |
| mars 2008 | mai 2020  | Viviane Dantony         |           |                                                      |
| mai 2020  | En cours  | Véronique Bonnet-Ténèze |           |                                                      |

## Démographie
L'évolution du nombre d'habitants est connue à travers les recensements de la population effectués dans la commune depuis 1793. Pour les communes de moins de 10 000 habitants, une enquête de recensement portant sur toute la population est réalisée tous les cinq ans, les populations de référence des années intermédiaires étant quant à elles estimées par interpolation ou extrapolation. Pour la commune, le premier recensement exhaustif entrant dans le cadre du nouveau dispositif a été réalisé en 2007.

En 2022, la commune comptait 136 habitants, en évolution de +1,49 % par rapport à 2016 (Corrèze : −0,59 %, France hors Mayotte : +2,11 %).
| 1793 | 1800 | 1806 | 1821 | 1831 | 1836 | 1841 | 1846 | 1851 |
| ---- | ---- | ---- | ---- | ---- | ---- | ---- | ---- | ---- |
| 426  | 630  | 608  | 429  | 428  | 463  | 494  | 477  | 522  |

| 1856 | 1861 | 1866 | 1872 | 1876 | 1881 | 1886 | 1891 | 1896 |
| ---- | ---- | ---- | ---- | ---- | ---- | ---- | ---- | ---- |
| 519  | 562  | 554  | 557  | 533  | 667  | 577  | 509  | 590  |

| 1901 | 1906 | 1911 | 1921 | 1926 | 1931 | 1936 | 1946 | 1954 |
| ---- | ---- | ---- | ---- | ---- | ---- | ---- | ---- | ---- |
| 607  | 611  | 579  | 465  | 452  | 453  | 461  | 496  | 454  |

| 1962 | 1968 | 1975 | 1982 | 1990 | 1999 | 2006 | 2007 | 2012 |
| ---- | ---- | ---- | ---- | ---- | ---- | ---- | ---- | ---- |
| 380  | 364  | 280  | 221  | 185  | 140  | 140  | 140  | 129  |

| 2017 | 2022 | - | - | - | - | - | - | - |
| ---- | ---- | - | - | - | - | - | - | - |
| 137  | 136  | - | - | - | - | - | - | - |

Estimation population 1700 : 600 hab / d'après les chiffres de natalité extraits des registres paroissiaux. Ce nombre implique une dépopulation (exode rural) très précoce, malgré une croissance retrouvée de 1820 à 1911. Les chiffres de 1800 et 1881 sont manifestement faux, comme une lecture attentive du graphique le souligne. Pour des raisons restant à déterminer (méthode de calcul par feux en 1800 ? inscription de non-domiciliés (travailleurs saisonniers) en 1881 ?)

## Histoire
Lacelle, cellier de stockage du grain, était placé sur la route d'Arles, capitale des Wisigoths, qu'on rejoignait par Ussel et Saint-Flour (VIe siècle). Plus tard, cette route servirait à aller plus loin, pour rejoindre Rome en venant de Limoges.
Comme son voisin de Nedde, le prieuré Saint-Jea- Baptiste de Lacelle (anciennement St-Pierre, St-Julien ou St -Junien) était rattaché à l'abbaye de Solignac (acte de donation de Charles le Chauve en 863).
Dans le pouillé de 1315, la paroisse de Lacelle est citée dans la liste de l'archiprêtré de La Porcherie, entre la paroisse de Saint Hilaire les Courbes et celle de Saint Gilles les Forêts.

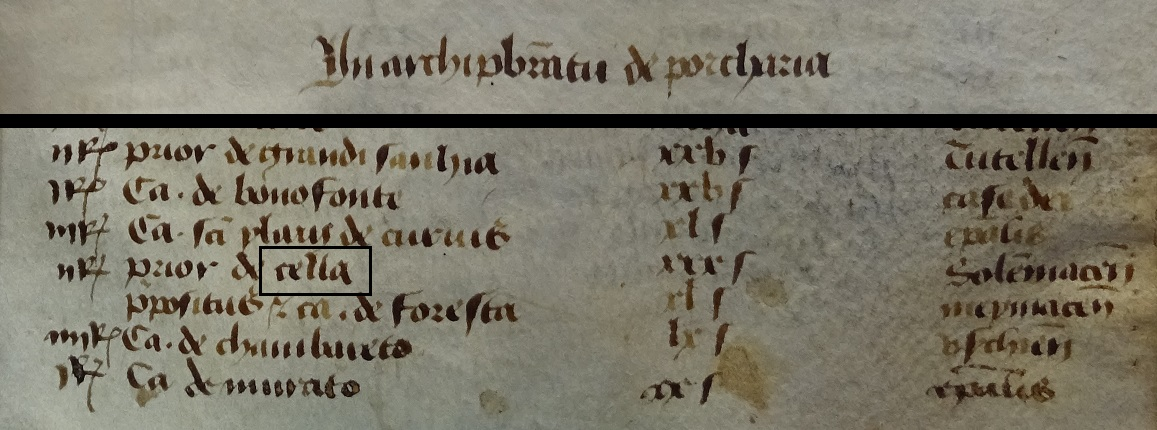
Extrait du Pouillé de 1315. Ancien diocèse de Limoges.

## Lieux et monuments

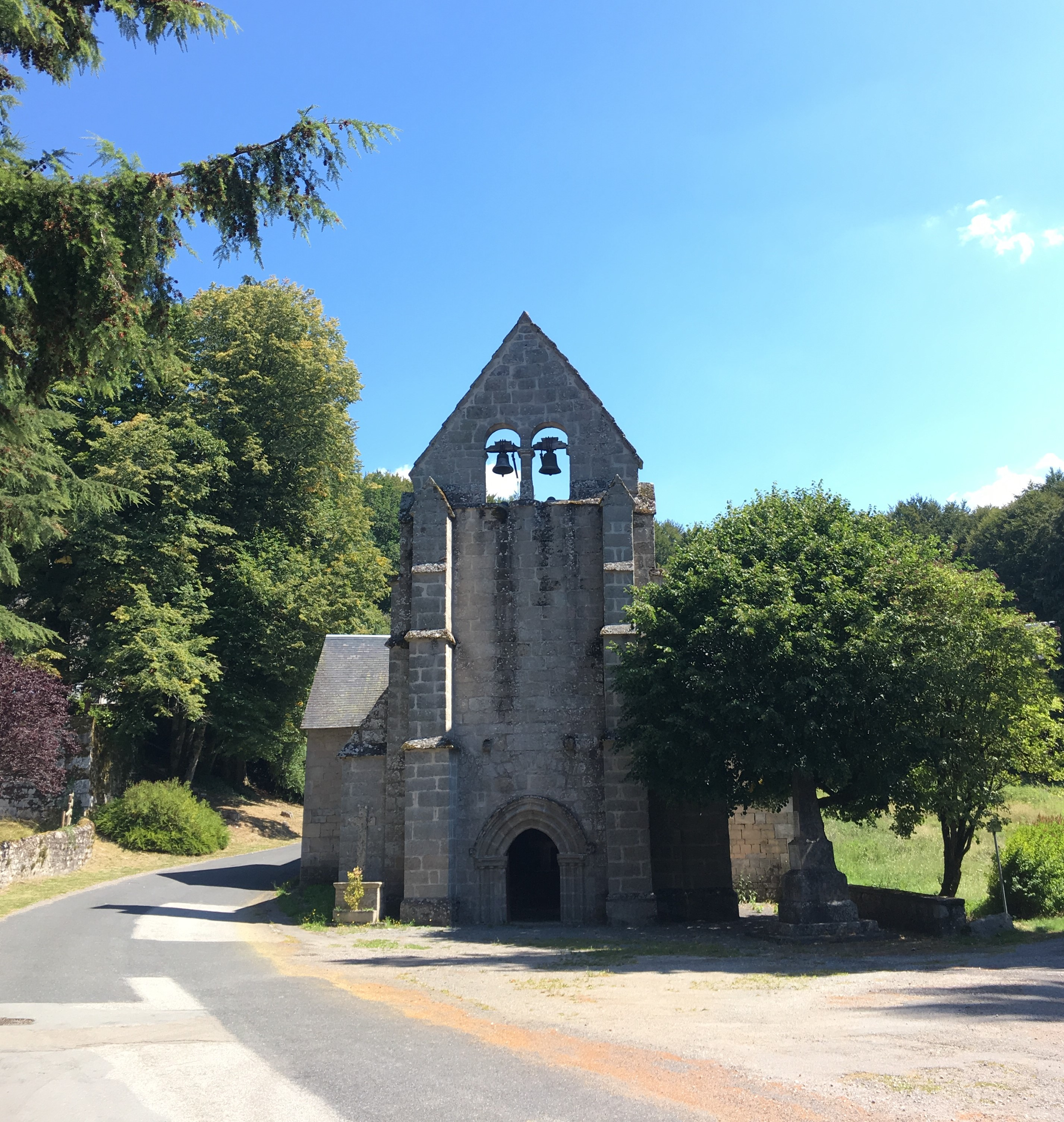
L'église de Lacelle, France, 2019.

### Patrimoine campanaire
La commune est membre de l'Association Campanaire Limousine.
Elle dispose de cloches dans les bâtiments suivants :
- église Saint-Junien de Lacelle (nombre : 2). Elle est inscrite à l'Inventaire général du patrimoine culturel[25] ;
- mairie-école (1 cloche murale).

## Héraldique
| Blason de Lacelle | Blason  | D'argent à la croix de gueules, au franc-canton d'or à deux lions léopardés de gueules, l'un sur l'autre. |
| Blason de Lacelle | Détails | Le statut officiel du blason reste à déterminer.                                                          |